# أوتيمار بيسبو إيفانغليستا
أوتيمار بيسبو إيفانغليستا (بالبرتغالية: Autemar Bispo Evangelista‏) المعروف باسم بيمازا (بالبرتغالية: Pemaza‏) (مواليد 1 فبراير 1990 في جارو، البرازيل) هو لاعب كرة قدم برازيلي يجيد اللعب في مركز المهاجم. يلعب حاليا لصالح النجمة الذي ينافس في الدوري البحريني الممتاز منذ 2022.